# (5136) Baggaley
(5136) Baggaley (1990 UG2) – planetoida z grupy pasa głównego asteroid okrążająca Słońce w ciągu 5,25 lat w średniej odległości 3,02 j.a. Odkryta 20 października 1990 roku.